# ادگار بارتو
ادگار بارتو (اسپانیایی: Édgar Barreto‎؛ زادهٔ ۱۵ ژوئیهٔ ۱۹۸۴) یک بازیکن فوتبال اهل پاراگوئه است.
وی همچنین در تیم ملی فوتبال پاراگوئه بازی کرده‌است.